# ラコニア (客船・2代)
2代目のラコニア (Laconia) は、1921年4月9日に進水した英国キュナード・ラインの客船。先代の「ラコニア」同様、ドイツの潜水艦によって沈められた（ラコニア号事件）。

## 船歴
1922年5月25日にサウサンプトンからニューヨークへ向けて処女航海に出発。1923年1月、最初の世界一周航海に出発した。その130日にわたる航海では22の港に寄港した。
1934年9月23日、濃い霧の中をボストンからニューヨークへ向かって航行中に、アメリカの貨物船と衝突事故を起こした。

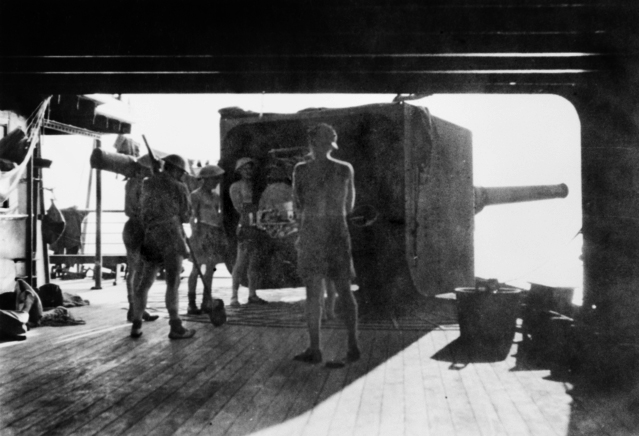
「ラコニア」に搭載された15.2cm速射砲。

第二次世界大戦が勃発した直後の1939年9月4日、「ラコニア」は海軍に徴用されて仮装巡洋艦となった。1940年1月23日、金塊を載せてポートランドとハリファックスへ向けて出発。それから大西洋で船団護衛に従事した。6月9日、ハリファックスで座礁し、7月の終わりまで修理に費やした。
その後兵員輸送船に改装され、中東への兵員輸送任務に従事した。

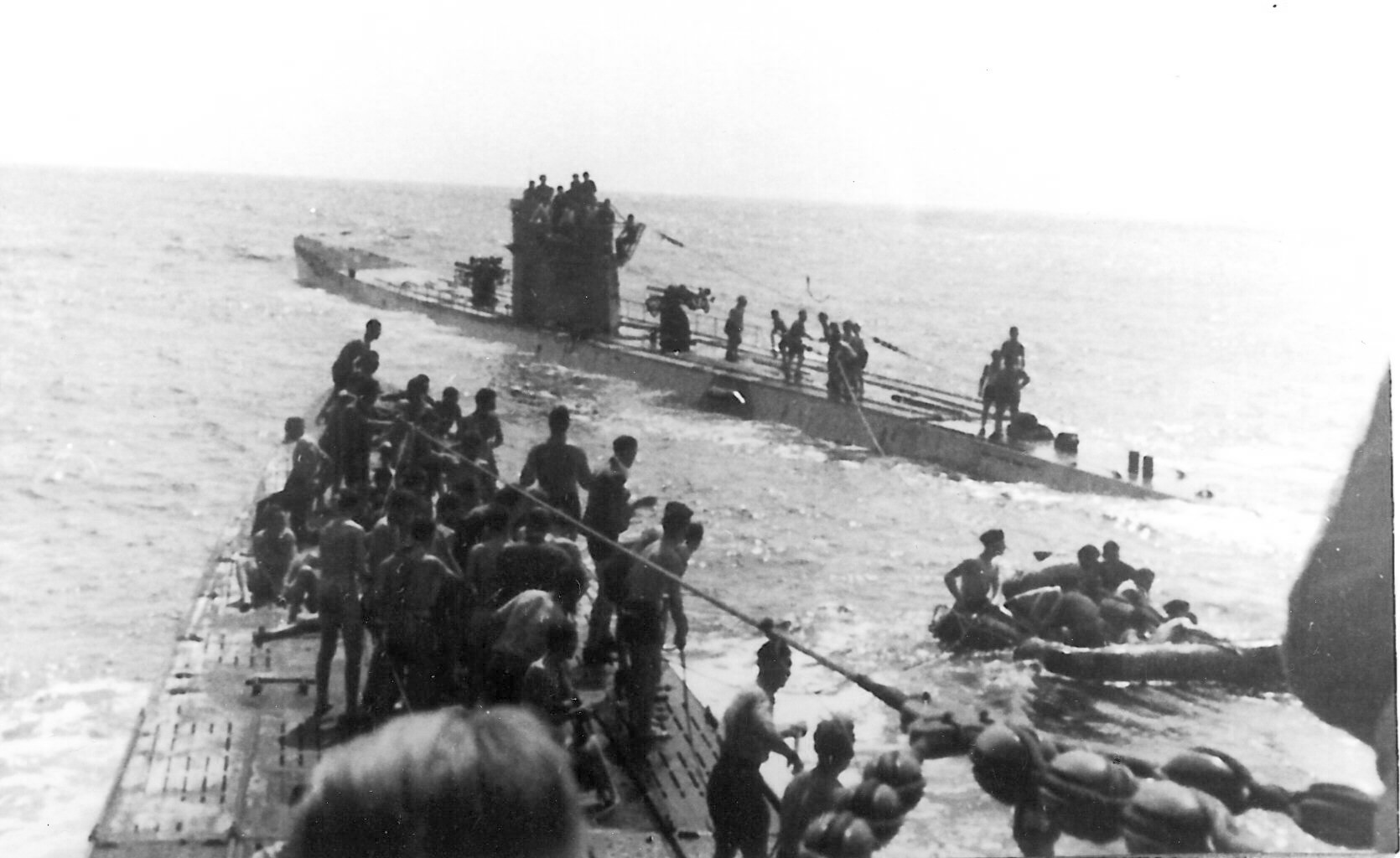
「ラコニア」を撃沈した「U156」。

1942年9月12日、イタリア人捕虜を乗せて航行中のラコニアは、アセンション島の北北東130マイルでドイツ潜水艦「U156」に攻撃された。午後8時10分、右舷に1本の魚雷が命中し、9時11分に沈没した。「U156」を含むドイツとイタリアの潜水艦、ヴィシー・フランス政府の軍艦が共同で生存者の救助作業にあたったが、アメリカ軍機がそれを攻撃し、救助された人の一部が死亡した。なお、「ラコニア」のルドルフ・シャープ船長は、連合国商船の中で最大の犠牲者を出した「ランカストリア」が撃沈された時の船長でもあった。
この事件はテレビドラマ化もされている（邦題は『Uボート156 海狼たちの決断』または『ラコニア号 知られざる戦火の奇跡』）。